# Mikel Lopetegui
Mikel Lopetegui   (Tolosa, 1954 - Manzanares, 2 de març de 1988) o Mikel Lopetegui Larrarte des de 1976 va formar part de la ETA, primer en el comando legal armat Uzturre i posteriorment en el comando Araba d'ETA i va ser detingut el 29 de març de 1981. Va ser jutjat acusat de cometre cinc assassinats i condemnat a penes que suposaven 220 anys de presó.
El 2 de març de 1988 va aparèixer penjat a la seva cel·la de la presó d'Herrera de la Mancha. La posterior autòpsia va dictaminar que es tractava d'un suïcidi. La jutgessa de Manzanares, Carmen Lamela, que va instruir aquest cas, qualificà el fet com a "un clar suïcidi".